# David Alopaeus
Frans David Alopaeus, född 12 december 1769, död 13 juni 1831, var en rysk adelsman och diplomat. Han var bror till Magnus Alopaeus.

## Biografi
Alopaeus var rysk legationssekreterare i Stockholm 1796, chargé d'affaires 1801, envoyé 1803-1808. Alopaeus hade en betydelsefull roll i det diplomatiska spelet närmast före och under kriget 1808-09. Å ena sidan förstod han att skaffa sin regering utmärkta upplysningar om förhållandena i Sverige, särskilt krigsväsendet, å andra sidan förde han Gustav IV Adolf bakom ljuset rörande Rysslands planer. 
Då kungen erhållit kännedom om att ryssarna 21 februari 1808 utan krigsförklaring inbrutit i Finland, lät han sätta Alopaeus under bevakning, vilken dock ej var effektivare, än att Alopaeus kunde fortsätta kunskapa för Rysslands räkning. Det var Gustav IV Adolfs egen överadjutant G. R. Boije, som möjliggjorde detta. 30 maj fick Alopaeus bege sig till Ryssland. I februari 1809 beordrades han att besöka Stockholm för att utröna möjligheterna till fred. 
På vägen fick han underrättelse om Gustav IV Adolfs arrestering den 13 mars. Han fortsatte ändå sin resa, och medförde vid sin återresa intrycket, att svenskarnas motståndsförmåga var svag. Under fredsunderhandlingarna deltog Alopaeus på rysk sida och undertecknade freden i Fredrikshamn. Efter 1809 ägnade sig Alopaeus huvudsakligen åt diplomatisk verksamhet i Tyskland.